# Alyson Dudek
Pour les articles homonymes, voir Dudek.
Alyson Dudek, née le 30 juillet 1990 à Hales Corners, est une patineuse de vitesse sur piste courte américaine.

## Palmarès

### Jeux olympiques
| Épreuve / Édition | Vancouver 2010                      |
| 500 m             | 13e                                 |
| Relais 3000 m     | Médaille de bronze, Jeux olympiques |